# Лудгарда Мекленбургская (жена Пшемысла II)
Лудгарда Мекленбургская (пол. Ludgarda meklemburska; между 1260 и 1263 годами — 11/14 декабря 1283 года) — мекленбургская принцесса, жена князя познанского и великопольского Пшемысла II.

## Биография
Лудгарда была старшим ребенком и единственной дочерью Генриха I Пилигрима, князя Мекленбургского, и его жены Анастасии, дочери Барнима I, герцога Померанcкого. Возможно, она была названа в честь своей бабушки по отцовской линии, Лудгарды фон Хеннеберг.
Союз между князем Великопольским Болеславом Набожным и Барнимом I Померанским был скреплен браком между Пшемыслом II, племянником Болеслава, и внучкой Барнима I Лудгардой. Свадебная церемония состоялась в городе Щецин в 1273 году. Этим событием завершается «Великопольская хроника».
После счастливого начала отношения между парой усложнились из-за очевидного бесплодия Лудгарды после почти десяти лет брака. Возможно,  незадолго до ее смерти они стали жить раздельно.
Лудгарда скоропостижно скончалась в Гнезно и была похоронена в местном соборе 15 декабря 1283 года, скорее всего, через несколько дней после своей смерти.
Согласно Яну Длугошу и другим средневековым источникам, она была задушена по приказу своего мужа после того, как отказалась от развода и возвращения в Мекленбург. Однако современная историография предполагает невиновность Пшемысла II.